# 愛はバラード
「愛はバラード」（あいはバラード）は、日本の女性歌手、広瀬香美の6枚目のシングル。

## 解説
- 1995年5月24日にビクターエンタテインメントよりリリースされた。
- 「住友生命」CM曲。
- 『広瀬香美 THE BEST Love Winters〜ballads』にはヴォーカルを再録したバージョンで収録、このバージョンは『THE BEST "1992-2018" + "雪"Setlist Non-Stop Mix』にも収録された。
- カップリング曲の「Beginning Part2」はアナログ盤としても発売された。

## 収録曲
作詞・作曲・編曲：広瀬香美
1. 愛はバラード
2. Beginning Part2
3. 愛はバラード（オリジナル・カラオケ）

## 収録アルバム
- Love Together (#1、MIX IN HARMONY)
- 広瀬香美 THE BEST Love Winters〜ballads (#1)
- タイアップコレクション〜広瀬香美のテレビで聴いたあの曲達〜 (#1)
- SINGLE COLLECTION (#1)
- THE BEST "1992-2018" + "雪"Setlist Non-Stop Mix (#1)